# Szaff el-Kiszászijja
A Szaff el-Kiszászijja, amelynek neve sok féle átírásban fellelhető – Saff el-Kisasija, Saff el-Kisasiya, Saff el-Kisasiyah, Saff el-Qsassije, Saff el-Kissasseyya –, II. Antef sírja, a szaffsírok egyike at-Tarif alatt, a Nílus nyugati partján, a thébai nekropolisz északnyugati részén.
I. e. 2100 körül építették, az első átmeneti korban, az Uaszetben (Théba) uralkodó XI. dinasztiában. II. Antef a bátyja, I. Antef sírhelyét másolta le, minden tekintetben ahhoz hasonló. A fő különbség abban mutatkozik, hogy a királyi sírkamrához több melléktemetkezés kapcsolódik, mint elődjének sírjához. A sír körül az udvarhoz nem csatlakozó, közemberek sírhelyéül szolgáló szaffsírok vannak.
A sír az Abbott-papirusz alapján 1000 évvel elkészülte után, IX. Ramszesz idején még érintetlen volt, annak ellenére, hogy nincs álcázva, mint a Királyok völgye sírjai. A vizsgálat jegyzőkönyve még a sír előtt felállított életrajzi sztéléről is beszámol, amelyet 1860-ban Auguste Mariette már összetörve talált. Míg a többi szaffsír a helyi kőzet puhasága miatt nem őrzött meg semmilyen információt tulajdonosáról, e sztélé alapján már Mariette óta ismert az építtető személye.